# 하우스 (2017년 영화)
《하우스》(영어: The House)는 2017년 미국의 코미디 영화로, 앤드루 제이 코언이 연출하고 애덤 매케이, 윌 페럴 등이 제작했다. 출연진은 윌 페럴, 에이미 폴러, 제이슨 맨주커스, 닉 크롤, 제러미 레너 등이다.

## 줄거리
부부 스콧과 케이트는 딸 앨릭스가 두 사람의 모교 버크넬 대학교에 합격하자 기쁨에 젖어 환호한다. 하지만 시 의원 밥이 지역 회관 모임에서 지역 장학금 제도를 폐기하고 대신 공용 수영장 설치를 추진하겠다고 발표하면서 학비 조달이 갑자기 난관에 부딪힌다.
부부는 같이 대출을 알아보고, 스콧은 연봉 협상에 도전하고, 케이트는 전 직장 복귀를 모색하지만 전부 좌절된다. 부부는 도박 중독인 이웃 프랭크와 미리 약속했던 라스베이거스 여행을 떠나 크랩스에서 거금을 따내기 직전 상황까지 가지만 스콧이 징크스 발언을 하는 바람에 이 기회마저도 날아간다.
집으로 돌아온 부부는 프랭크의 부추김에 넘어가 학자금 마련을 위해 프랭크의 집 지하에서 함께 불법 카지노 사업을 시작하는데...

## 출연
- 윌 페럴 - 스콧 조핸슨 역
- 에이미 폴러 - 케이트 조핸슨 역
- 제이슨 맨주커스 - 프랭크 시어더라키스 역
- 라이언 심프킨스 - 앨릭스 조핸슨 역
- 닉 크롤 - 밥 셰이퍼 역
- 앨리슨 톨먼 - 돈 메이웨더, 마을 회계 담당 역
- 롭 휴블 - 챈들러 경관 역
- 미케일라 왓킨스 - 레이나 시어더라키스, 프랭크의 전 아내 역
- 제러미 레너 - 토미 퍼풀리, 지역 마피아 두목 역
- 시드릭 야브로 - 레지 헨더슨 역
- 로리 스코블 - 조 메이웨더 역
- 레넌 파럼 - 마사 역
- 앤드리아 새비지 - 로라 역
- 앤디 버클리 - 크레이그 역
- 카일 키네인 - 케빈 가비 역
- 스티브 지시스 - 칼 섀클러
- 샘 리처드슨 - 마티 역
- 랜들 박 - 버클러 역
- 제시카 세인트클레어 - 리바 역
- 알렉산드라 다다리오 - 코시카 역
- 제시 에니스 - 레이철 역
- 웨인 페더먼 - 칩 데이브 역
- 서배스천 매니스캘코 - 스탠드업 코미디언 역
- 이언 로버츠 - 대학교 운전사 역